# Ruben Örtegren
Ruben Julius Israël Örtegren, född 19 oktober 1881 i Solna, död 27 februari 1965 i Stockholm, var en svensk sportskytt.
Örtegren blev olympisk silvermedaljör 1912. Han var apotekare och kemist. Örtegren är begravd på Solna kyrkogård.